# Zefiryn Agostini
Zefiryn Agostini (ur. 24 września 1813 w Weronie, zm. 6 kwietnia 1896) – włoski duchowny, błogosławiony Kościoła rzymskokatolickiego.

## Życiorys
Po studiach teologicznych w seminarium diecezjalnym  11 marca 1837 roku otrzymał święcenia kapłańskie. W 1845 roku objął stanowisko proboszcza w parafii w San Nazario. W czasie trwania wojny opiekował się z rannymi, a w 1855 roku poświęcił się w opiece nad chorymi w czasie epidemii cholery.
Założył zgromadzenie Sióstr Urszulanek Córek Maryi Niepokalanej.
Zmarł mając 82 lata w opinii świętości.
Został beatyfikowany przez papieża Jana Pawła II w dniu 25 października 1998 roku.